# Vương Nghi Quang

Bức tranh Thời kỳ mùa xuân bởi Vương Nghi Quang

Vương Nghi Quang (sinh năm 1962; tiếng Trung: 王沂光; bính âm: Wáng Yíguāng) là một họa sĩ Trung Quốc hiện đại đáng chú ý với những bức tranh Tây Tạng về con người đang bay, bò Tây Tạng và cừu. 

## Lý lịch
Vương Nghi Quang được sinh ra ở khu vực núi Dị Mông (tên núi không rõ) tại Sơn Đông, Trung Quốc. Ông là em trai của một họa sĩ nổi tiếng khác, Vương Nghi Đông (王沂东). Ông đã tốt nghiệp Học viện Mĩ thuật Trung ương tại Bắc Kinh vào năm 1990. Ông tham gia nhiều cuộc triển lãm và lễ chợ nghệ thuật trong nước và quốc tế ở Bắc Kinh, Quảng Châu, Tokyo và Hồng Kông. Vương Nghi Quang hiện đang làm việc y như một nhà thiết kế sáng tạo từ Tổng công ty xây dựng đường sắt Trung Quốc.
Trong năm 2002, họ đã làm việc trên tuyến đường sắt Thanh Hải - Tây Tạng. Người họa sĩ đã bị ấn tượng bởi "vẻ đẹp khiêm tốn" của Tây Tạng. Ông viết:
Ông đã đến thăm cao nguyên Tây Tạng ít lần. Ông vô cùng xúc động trước cảnh quan ngoạn mục của Tây Tạng và tinh thần may mắn hạnh phúc của người dân Tây Tạng. Sự tôn trọng sâu sắc của người dân Tây Tạng đối với thế giới tự nhiên và động vật cũng đã để lại ấn tượng lâu dài đối với ông. Trong các tác phẩm về cuộc sống trên cao nguyên Tây Tạng của ông, ông tập trung nhiều hơn vào chuyển động, để truyền tải vẻ đẹp của sự căng thẳng tột độ và những khoảnh khắc của cuộc sống. Khi ông ở Tây Tạng, tôi đã dành rất nhiều thời gian để nằm trên cỏ, vì ông bị say độ cao. Khi ông nằm đó thở hổn hển, một bức tranh thú vị hiện ra trước mắt tôi: một vài cô gái Tây Tạng trẻ tuổi, lanh lợi đang chạy đua về vùng nông thôn với đàn bò Tây Tạng của họ. Những gái Tây Tạng này khiến ông nhớ đến 'Feitian', Devi (theo nghĩa đen: 'nữ thần') bay, khi họ vẫn còn là những sinh vật trần thế. Mối quan hệ cổ tích giữa con người và bò Tây Tạng, còn được gọi là "con tàu của cao nguyên", hiện ra ngay trước mắt ông. Trong hàng bức tranh của tôi vẽ về cao nguyên Tây Tạng, ông luôn cố gắng truyền tải hành trình tâm lý độc đáo mà ông đã trải qua trong thời gian này. Tương tự như vậy, những cảm giác này xuất hiện trong thời gian dài" quan sát và suy ngẫm. Trạng thái đẹp như mơ này đã lần lượt thêm một chiều lãng mạn vào các tác phẩm của ông, có thể được nhìn thấy trong các bức tranh như "Mặt trời ở một nơi xa" và "Hướng tới mặt trời". Bằng cách áp dụng các yếu tố siêu thực, việc chuyển hình ảnh có thể được thể hiện đầy đủ. Trong các bức tranh sơn dầu của mình, ông cố gắng truyền tải cảm xúc của mình với một mục tiêu, như có thể ông đang chạm mặt nó lần đầu tiên. Ông làm điều này bằng cách cố gắng nắm bắt các đặc điểm và sự hài hước nội tại của nó. Ông tin rằng các họa sĩ nên lồng ghép ấn tượng của riêng họ về một trải nghiệm, quan sát và/hoặc phản ứng nào đó trong tác phẩm của họ để tạo ra những hình ảnh biểu cảm.
Các tác phẩm Tây Tạng đã được trưng bày vào năm 2004 trong triển lãm cá nhân "Hồi tưởng về Tây Tạng - Tinh thần và Chuyển động" tại Phòng trưng bày Nghệ thuật Schoeni ở Hồng Kông.